# Sergentomyia malayae
Sergentomyia malayae är en tvåvingeart som först beskrevs av Lewis 1957.  Sergentomyia malayae ingår i släktet Sergentomyia och familjen fjärilsmyggor. Inga underarter finns listade i Catalogue of Life.